# 蔣鎮
蔣 鎮（しょう ちん、生年不詳 - 784年）は、唐代の官僚。本貫は常州義興県。

## 経歴
尚書左丞の蔣洌の子として生まれた。兄の蔣錬とともに文学により進められた。天宝末年、賢良方正科に挙げられた。左拾遺・司封員外郎を歴任し、諫議大夫に転じた。大暦年間、大雨のため解県の塩池が壊れ、塩の味は苦みが多くなった。戸部侍郎の韓滉は塩の税収が減るのを心配して、偽って塩池から瑞塩が生じたと上奏した。代宗はこれを疑って、蔣鎮に命じて調べさせた。蔣鎮は韓滉と同じ報告をし、塩池に神祠を置き、宝応霊慶池と名づけるよう上表した。蔣鎮は給事中・工部侍郎に転じ、簡素な仕事ぶりで知られた。
蔣鎮の妹婿の源溥は源休の弟であり、姻戚であったことから、蔣鎮は源休と仲が良かった。建中4年（783年）、涇原の兵が反乱を起こすと、蔣鎮は逃亡して、夜に鄠県の西にいたり、馬がつまづいて谷間の溝に落ち、足を傷つけて進めなくなってしまった。ときに蔣錬は源休とともに朱泚の官を受けていた。蔣鎮の僕人は蔣錬のところに逃げこむと、蔣鎮が足を怪我していると知らせた。蔣錬と源休が朱泚に報告すると、朱泚は騎兵200を鄠県の西に派遣して蔣鎮を迎えさせた。蔣鎮が到着すると、宰相に任じられた。蔣鎮は逃げられないと知ると、懐剣で自殺しようとしたが、蔣錬に止められた。源休と朱泚が相談して、隠れ潜んでいる官僚たちを殺戮しようとしたが、蔣鎮は極力救おうとし、命を全うした者も多かった。興元元年（784年）、朱泚が敗れると、蔣鎮は官軍に捕らえられ、長安東市の西北の街で斬られた。

## 伝記資料
- 『旧唐書』巻127 列伝第77
- 『新唐書』巻224下 列伝第149下